# Silnik dolnozaworowy

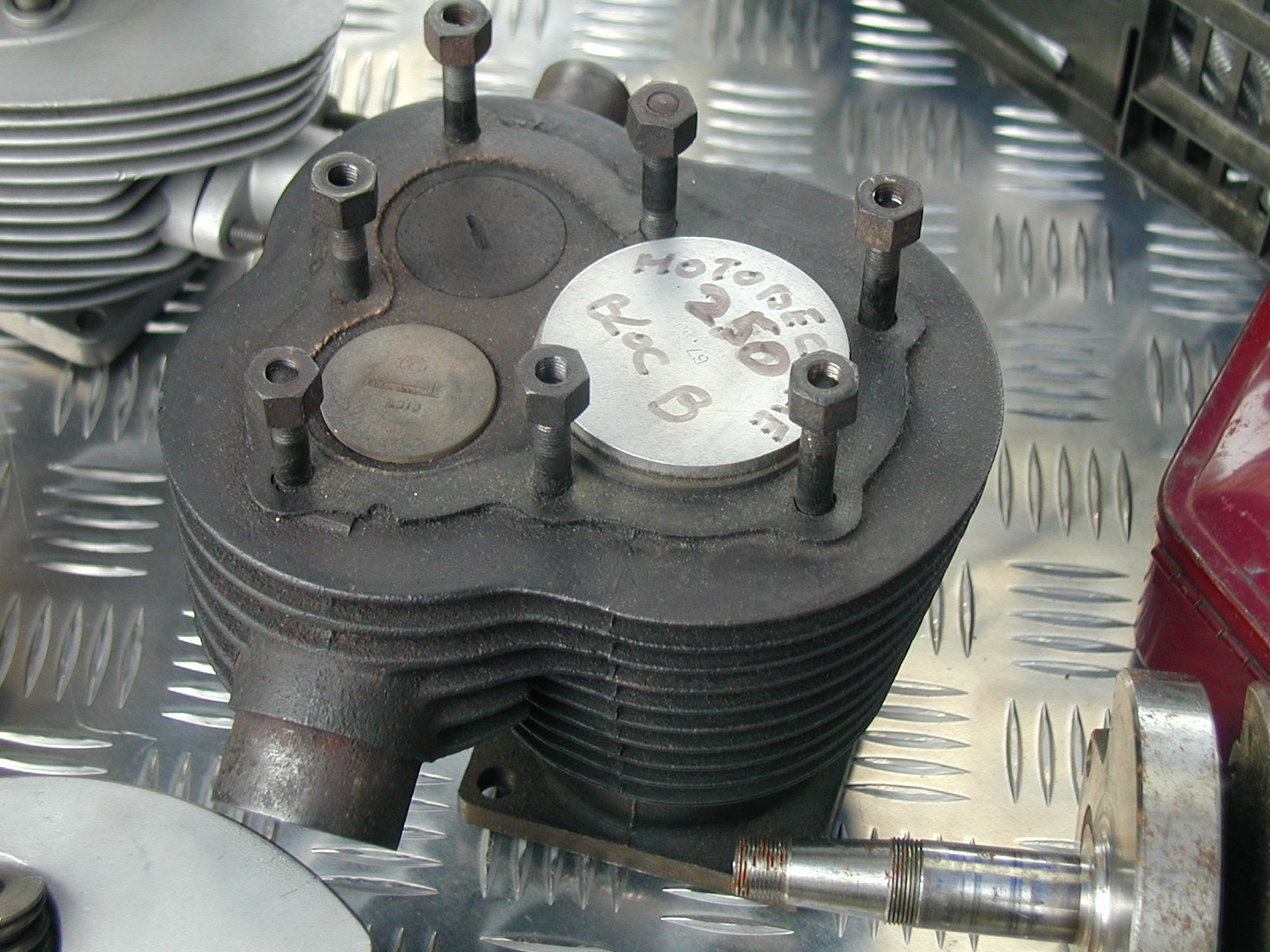

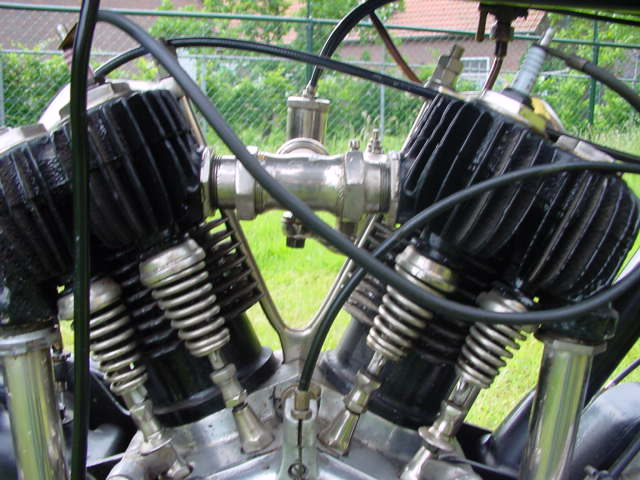

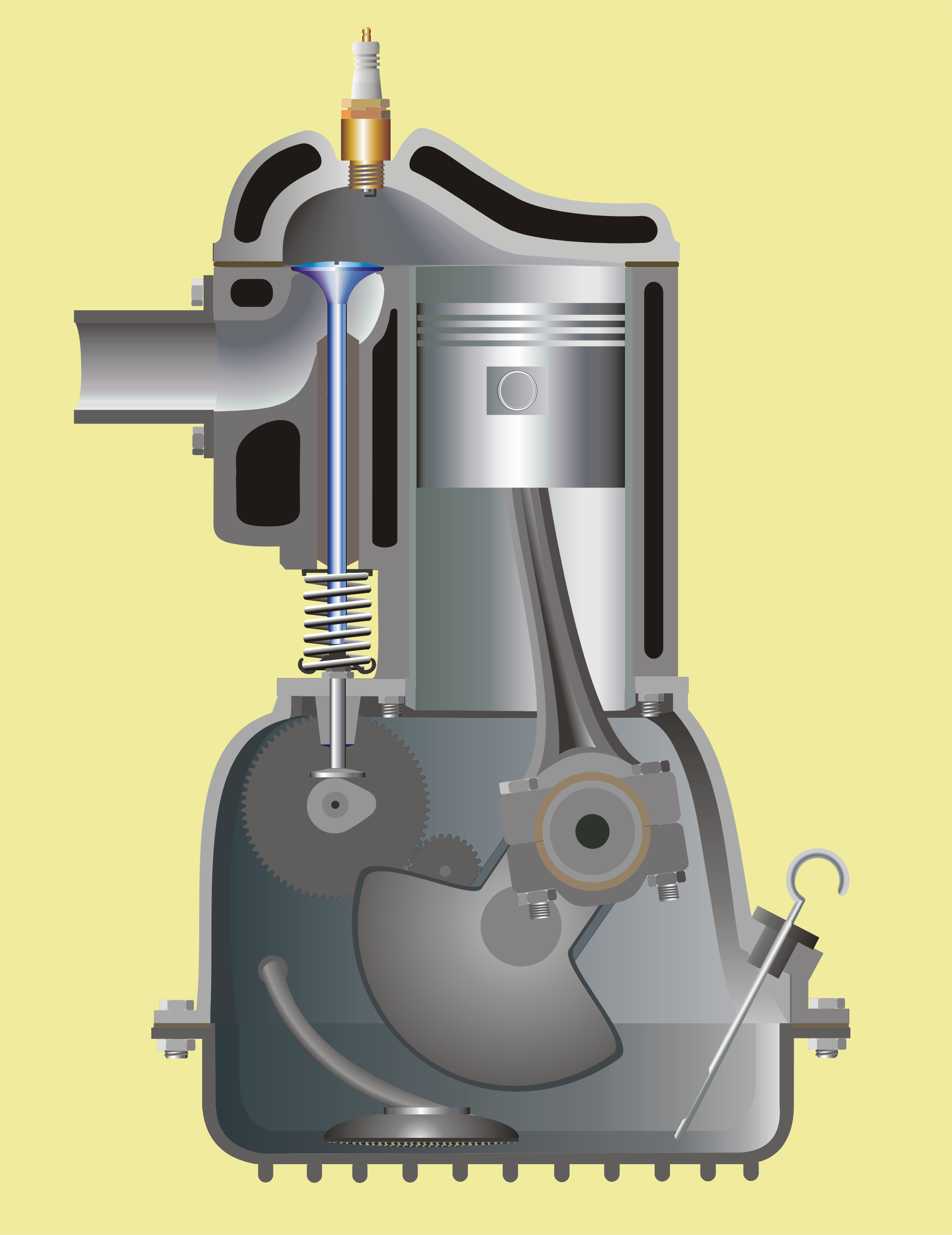
Schemat silnika dolnozaworowego

Silnik dolnozaworowy – (w skrócie SV – ang. side valve), nazywany także bocznozaworowym, silnik tłokowy, w którym wałek rozrządu umieszczony jest poniżej cylindra (najczęściej w skrzyni korbowej), a zawory w bloku silnika, co wiąże się z innym systemem rozrządu niż w silniku górnozaworowym.
Silniki dolnozaworowe z racji prostszego rozrządu (np. smarowanie krzywek rozrządu w skrzyni korbowej jest proste i skuteczne) były masowo produkowane do lat 50. XX wieku. Jednak rosnące zapotrzebowanie na coraz wyższą moc i nacisk na ograniczenie zużycia paliwa sprawiło, że zostały stopniowo wypierane przez silniki górnozaworowe.
Obecnie silniki dolnozaworowe są rzadko stosowane w prostych urządzeniach takich jak np. kosiarki.

## Zalety układu dolnozaworowego
Źródło:
- bardzo prosta budowa głowicy – brak w niej elementów ruchomych, mała wysokość głowicy,
- bardzo dobra elastyczność silnika, ściśle związana z jego małym wysileniem,
- możliwość stosowania paliwa o mniejszej liczbie oktanowej.

## Wady układu dolnozaworowego
Źródło:
- mniejsza moc silnika z danej pojemności skokowej (małe wysilenie silnika).
- większe jednostkowe zużycie paliwa (niższa sprawność).
- gorsza szybkobieżność silnika (leniwa reakcja na "dodanie gazu") spowodowane gorszym napełnianiem cylindrów mieszanką palną i utrudnionym wylotem spalin.
- niemożność stosowania mokrych tulei cylindrowych.
- odkształcanie cylindra, który styka się bezpośrednio z chłodnym kanałem ssącym oraz z gorącym kanałem wydechowym.
- osiąganie niższych stopni sprężania – co wiąże się z budową głowicy silnika (większa powierzchnia ścianek, niekorzystny kształt) i mniejszym ładunkiem.

W silniku dolnozaworowym stopień sprężania jest zawsze mniejszy od 8, co oznacza że ten typ rozrządu możemy spotkać tylko w silnikach z zapłonem iskrowym (silnik samochodu FSO Warszawa M-20 posiadał stopień sprężania 6,2)
Ogromna przewaga wad nad zaletami sprawia, że silnik dolnozaworowy (czasem równoznaczne jest określenie rozrząd dolnozaworowy) jest praktycznie nieprodukowany.
Bywa też spotykany układ, gdzie zawory ssące umieszczone są w głowicy silnika, zaś wydechowe w bloku silnika, co wiąże się z innym systemem rozrządu tzw. rozrząd mieszany oznaczany symbolem IOE (Inlet Over Exhaust) stosowany m.in. w niektórych modelach Harleya.